# José Saló y Junquet
José Saló y Junquet (Mataró, 24 de noviembre de 1810 - Córdoba, 3 de septiembre de 1877) fue un pintor, dibujante, escultor, restaurador de arte y copista español. Fue, además, el primer director del Museo de Bellas Artes de Córdoba y ejerció de profesor de arte en centros tales como la Escuela de Bellas Artes de Málaga o el Instituto Provincial de Córdoba.

## Biografía
De origen catalán, se estableció en Córdoba debido a que su padre, Jaime Saló, estuvo ejerciendo como médico en distintas localidades de la provincia. El 6 de julio de 1833 contrajo matrimonio con Josefa Prieto Perard. En febrero de 1866, se convierte en el primer director de la Escuela de Bellas Artes de Córdoba, actual Museo de Bellas Artes de Córdoba. En 1872, es nombrado académico de la Real Academia de Bellas Artes de San Fernando. El 3 de septiembre de 1877 falleció debido a una hemorragia cerebral.

## Obra
- Santísima Trinidad, capilla de la Santísima Trinidad de la Mezquita-catedral de Córdoba.
- Tondo del ático del retablo de la capilla del Espíritu Santo de la Mezquita-catedral de Córdoba.[3]
- Retrato de S.M. Isabel II (1864), Museo de Bellas Artes de Córdoba.[4]
- Guardia de la Real Persona del Rey (circa 1830), Museo Nacional del Romanticismo.[5]
- Fray José de Jesús Muñoz Capilla (1771-1840), Real Academia de Córdoba.